# Capitani reggenti dal 1501 al 1700

Emblema della Repubblica

Capitani reggenti della Repubblica di San Marino dal 1501 al 1700.
| Anno | Semestre | Capitani reggenti                  | Capitani reggenti                       |
| ---- | -------- | ---------------------------------- | --------------------------------------- |
| 1501 | aprile   | Antonio di Polinoro Lunardini      | Fabrizio di Pier Leone Corbelli         |
| 1501 | ottobre  | Cristoforo di Giacomino di Bartolo | Biagio di Bartolo Pasini                |
| 1502 | aprile   | Antonio di Girolamo                | Gabriele di Bartolo                     |
| 1502 | ottobre  | Giuliano di Bartolomeo             | Angelo di Paolo Fabbri                  |
| 1503 | aprile   | Antonio di Bianco                  | Bartolo di Antonio                      |
| 1503 | Giugno   | Simone di Antonio Belluzzi         | Giovanni di Cristoforo di Vita          |
| 1503 | ottobre  | Francesco di Girolamo              | Bonifazio di Andrea                     |
| 1504 | aprile   | Fabrizio di Pier Leone Corbelli    | Marino di Niccolò di Giovanetto         |
| 1504 | ottobre  | Antonio di Girolamo                | Francesco di Marino Giangi              |
| 1505 | aprile   | Francesco di Girolamo Belluzzi     | Giuliano di Bartolomeo                  |
| 1505 | ottobre  | Antonio di Bianco                  | Antonio di Marino Giannini              |
| 1506 | aprile   | Andrea di Giorgio Loli             | Camillo di Menetto Bonelli              |
| 1506 | ottobre  | Antonio di Polinoro Lunardini      | Antonio di Maurizio Lunardini           |
| 1507 | aprile   | Fabrizio di Pier Leone Corbelli    | Sammaritano di Andrea Tini              |
| 1507 | ottobre  | Marino di Niccolò di Giovanetto    | Leonardo di Giovanni di Belluzzi        |
| 1508 | aprile   | Cristoforo Martelli                | Giacomo di Lodovico Calcigni            |
| 1508 | ottobre  | Antonio di Girolamo                | Francesco di Marino Giangi              |
| 1509 | aprile   | Innocenzo di Menetto Bonelli       | Antonio di Benetto                      |
| 1509 | ottobre  | Andrea di Giorgio Loli             | Antonio di Marino Giannini              |
| 1510 | aprile   | Antonio di Polinoro Lunardini      | Andrea di Marino Speranza               |
| 1510 | ottobre  | Antonio di Bianco                  | Barnaba di Matteo da Valle              |
| 1511 | aprile   | Marino di Niccolò di Giovanetto    | Biagio di Bartolo Pasini                |
| 1511 | ottobre  | Antonio di Girolamo                | Giovanni di Cristoforo Vita             |
| 1512 | aprile   | Andrea Giangi                      | Marino di Severo                        |
| 1512 | ottobre  | Leonardo di Giovanni Belluzzi      | Sammaritano di Andrea Tini              |
| 1513 | aprile   | Cristoforo di Girolamo             | Cristoforo Martelli                     |
| 1513 | ottobre  | Antonio di Benetto                 | Benedetto di Marino Benettini           |
| 1514 | aprile   | Antonio di Maurizio Lunardini      | Francesco Giangi                        |
| 1514 | ottobre  | Francesco di Simone Belluzzi       | Innocenzo di Menetto Bonelli            |
| 1515 | aprile   | Carlo di Cristofaro                | Giacomo di Lodovico Calcigni            |
| 1515 | ottobre  | Francesco di Girolamo Belluzzi     | Antonio di Bartolo                      |
| 1516 | aprile   | Camillo di Menetto Bonelli         | Girolamo di Giuliano Gozi               |
| 1516 | ottobre  | Diotallevo Corbelli                | Sammaritano di Andrea Tini              |
| 1517 | aprile   | Carlo di Cristofaro                | Giacomo di Lodovico Calcigni            |
| 1517 | ottobre  | Andrea di Bonifazio                | Antonio di Maurizio Lunardini           |
| 1518 | aprile   | Camillo di Menetto Bonelli         | Leonardo di Giovanni Belluzzi           |
| 1518 | ottobre  | Francesco di Girolamo Belluzzi     | Antonio di Polinoro Lunardini           |
| 1519 | aprile   | Girolamo di Giuliano Gozi          | Pietro di Sabatino di Bianco            |
| 1519 | ottobre  | Innocenzo di Menetto Bonelli       | Francesco di Antonio Belluzzi           |
| 1520 | aprile   | Antonio di Maurizio Lunardini      | Marino di Severo                        |
| 1520 | ottobre  | Andrea di Bonifazio                | Francesco di Girolamo                   |
| 1521 | aprile   | Bartolomeo di Antonio Amanti       | Bartolo di Simone Belluzzi              |
| 1521 | ottobre  | Cristofaro Martelli                | Giacomo di Lodovico Calcigni            |
| 1522 | aprile   | Girolamo di Giuliano Gozi          | Giuliano di Bartolomeo                  |
| 1522 | ottobre  | Antonio di Polinoro Lunardini      | Marino di Antonio                       |
| 1523 | aprile   | Bartolomeo di Antonio              | Girolamo di Evangelista Belluzzi        |
| 1523 | ottobre  | Francesco di Simone Belluzzi       | Francesco di Sante di Biagio            |
| 1524 | aprile   | Camillo di Menetto Bonelli         | Leonardo di Giovanni Belluzzi           |
| 1524 | ottobre  | Giacomo di Antonio Giannini        | Bartolomeo di Antonio Amanti            |
| 1525 | aprile   | Innocenzo di Menetto Bonelli       | Pier Leone di Fabrizio Corbelli         |
| 1525 | ottobre  | Melchiorre di Francesco Belluzzi   | Sammaritano di Andrea Tini              |
| 1526 | aprile   | Girolamo di Giuliano Gozi          | Federigo di Brandano Calcigni           |
| 1526 | ottobre  | Francesco di Simone Belluzzi       | Marino di Severo                        |
| 1527 | aprile   | Andrea Sabattini                   | Carlo di Cristofaro                     |
| 1527 | ottobre  | Giacomo di Lodovico Calcigni       | Bartolomeo di Antonio Amanti (deceduto) |
| 1527 | ottobre  | Giacomo di Lodovico Calcigni       | Melchiorre di Francesco                 |
| 1528 | aprile   | Diottalevo Corbelli                | Giuliano di Marino Righi                |
| 1528 | ottobre  | Girolamo di Giuliano Gozi          | Girolamo di Evangelista Belluzzi        |
| 1529 | aprile   | Camillo di Menetto Bonelli         | Bartolo Belluzzi                        |
| 1529 | ottobre  | Lodovico di Pietro Calcigni        | Antonio di Pietro Tosini                |
| 1530 | aprile   | Melchiorre di Francesco Belluzzi   | Giacomo di Lodovico Pinti               |
| 1530 | ottobre  | Giacomo di Lodovico Calcigni       | Pier Leone di Fabrizio Corbelli         |
| 1531 | aprile   | Francesco di Simone Belluzzi       | Giacomo di Antonio Giannini             |
| 1531 | ottobre  | Polinoro di Antonio Lunardini      | Girolamo di Giuliano Gozi               |
| 1532 | aprile   | Carlo di Cristofaro                | Innocenzo di Menetto Bonelli            |
| 1532 | ottobre  | Bartolo di Simone Belluzzi         | Sammaritano di Andrea Tini              |
| 1533 | aprile   | Giacomo di Lodovico Calcigni       | Girolamo di Evangelista Belluzzi        |
| 1533 | ottobre  | Camillo di Menetto Bonelli         | Melchiorre di Francesco Belluzzi        |
| 1534 | aprile   | Pier Leone di Fabrizio Corbelli    | Giuliano di Marino Righi                |
| 1534 | ottobre  | Francesco di Simone Belluzzi       | Giacomo di Antonio Giannini             |
| 1535 | aprile   | Girolamo di Giuliano Gozi          | Antonio di Pietro Tontini               |
| 1535 | ottobre  | Innocenzo di Menetto Bonelli       | Giacomo di Evangelista Belluzzi         |
| 1536 | aprile   | Melchiorre di Francesco Belluzzi   | Sammaritano di Andrea Tini              |
| 1536 | ottobre  | Bartolo di Simone Belluzzi         | Pier Leone di Fabrizio Corbelli         |
| 1537 | aprile   | Girolamo di Evangelista Belluzzi   | Girolamo di Francesco Giannini          |
| 1537 | ottobre  | Giuliano di Marino Righi           | Giacomo di Antonio Giannini             |
| 1538 | aprile   | Francesco di Simone Belluzzi       | Girolamo di Giuliano Gozi               |
| 1538 | ottobre  | Carlo di Cristofaro Gianolini      | Cristofaro di Marino Giangi             |
| 1539 | aprile   | Melchiorre di Francesco Belluzzi   | Niccolò di Sante di Biagio              |
| 1539 | ottobre  | Bartolo di Simone Belluzzi         | Giacomo di Antonio Giannini             |
| 1540 | aprile   | Gio. Antonio di Francesco Belluzzi | Pier Leone di Fabrizio Corbelli         |
| 1540 | ottobre  | Girolamo di Giuliano Gozi          | Vincenzo di Bartolo Gombertini          |
| 1541 | aprile   | Girolamo di Evangelista Belluzzi   | Stanghelino di Francesco Belluzzi       |
| 1541 | ottobre  | Giuliano di Marino Righi           | Giacomo di Lodovico Pinti               |
| 1542 | aprile   | Polinoro Lunardini                 | Cristofaro di Marino Giangi             |
| 1542 | ottobre  | Carlo Gianolini                    | Marino Gabrielli                        |
| 1543 | aprile   | Antonio di Pietro Tontini          | Giacomo di Evangelista Belluzzi         |
| 1543 | ottobre  | Girolamo Giannini                  | Carlo di Francesco Lunardini            |
| 1544 | aprile   | Polinoro Lunardini                 | Bartolo di Simone Belluzzi              |
| 1544 | ottobre  | Giovanni Antonio Belluzzi          | Vincenzo Gombertini                     |
| 1545 | aprile   | Girolamo di Giuliano Gozi          | Innocenzo Brancuti                      |
| 1545 | ottobre  | Giuliano di Marino Righi           | Marino Gabrielli                        |
| 1546 | aprile   | Bonetto di Marino Bonetti          | Baldo di Gaspare                        |
| 1546 | ottobre  | Pier Leone di Fabrizio Corbelli    | Bernardino Giannini                     |
| 1547 | aprile   | Gio. Antonio Leonardelli           | Stanghelino di Francesco Belluzzi       |
| 1547 | ottobre  | Gio. Lodovico di Matteo Belluzzi   | Pier Paolo Bonelli (deceduto)           |
| 1547 | ottobre  | Gio. Lodovico di Matteo Belluzzi   | Bartolo Belluzzi                        |
| 1548 | aprile   | Giovanni Antonio Belluzzi          | Sante di Marco Gori                     |
| 1548 | ottobre  | Giacomo di Antonio Giannini        | Francesco di Sebastiano Onofri          |
| 1549 | aprile   | Giuliano di Marino Righi           | Girolamo di Evangelista Belluzzi        |
| 1549 | ottobre  | Bartolo Belluzzi                   | Rinaldo di Giovanni Baldi               |
| 1550 | aprile   | Polinoro Lunardini                 | Biagio di Matteo Tura                   |
| 1550 | ottobre  | Gio. Antonio Leonardelli           | Cristofaro di Marino Giangi             |
| 1551 | aprile   | Girolamo Giannini                  | Marino di Andrea                        |
| 1551 | ottobre  | Pier Leone Corbelli                | Pier Matteo Belluzzi                    |
| 1552 | aprile   | Gio. Lodovico di Matteo Belluzzi   | Baldo di Gaspare                        |
| 1552 | ottobre  | Antonio di Piero Tontini           | Vincenzo di Giovanni di Andrea          |
| 1553 | aprile   | Vincenzo Gombertini                | Giacomo di Antonio Giannini             |
| 1553 | ottobre  | Gio. Antonio Belluzzi              | Rinaldo di Giovanni Baldi               |
| 1554 | aprile   | Innocenzo Brancuti                 | Giacomo di Evangelista Belluzzi         |
| 1554 | ottobre  | Marc'Antonio Gozi                  | Francesco di Sebastiano Onofri          |
| 1555 | aprile   | Giuliano di Marino Righi           | Gio. Antonio di Antonio                 |
| 1555 | ottobre  | Bartolo Belluzzi                   | Pier Paolo Corbelli                     |
| 1556 | aprile   | Gio. Antonio Leonardelli           | Bonetto di Marino Bonetti               |
| 1556 | ottobre  | Antonio Brancuti                   | Baldo di Gaspare                        |
| 1557 | aprile   | Gio. Lodovico di Matteo Belluzzi   | Vincenzo Giannini                       |
| 1557 | ottobre  | Pier Paolo Bonelli                 | Vincenzo Gombertini                     |
| 1558 | aprile   | Girolamo Giannini                  | Francesco di Sebastiano Onofri          |
| 1558 | ottobre  | Innocenzo Brancuti                 | Rinaldo di Giovanni Baldi               |
| 1559 | aprile   | Bartolo Belluzzi                   | Pier Paolo Corbelli                     |
| 1559 | ottobre  | Gio. Antonio Leonardelli           | Sinibaldo Sinibaldi                     |
| 1560 | aprile   | Giacomo di Evangelista Belluzzi    | Vincenzo di Marino di Andrea            |
| 1560 | ottobre  | Pier Leone Corbelli                | Giovanni Sinibaldi                      |
| 1561 | aprile   | Vincenzo Gombertini                | Bernardino Giannini                     |
| 1561 | ottobre  | Francesco di Sebastiano Onofri     | Francesco di Pier Paolo Martelli        |
| 1562 | aprile   | Girolamo Giannini                  | Claudio Belluzzi                        |
| 1562 | ottobre  | Pier Paolo Bonelli                 | Marc'Antonio Gozi                       |
| 1563 | aprile   | Pier Matteo Belluzzi               | Pier Paolo Corbelli                     |
| 1563 | ottobre  | Ludovico Belluzzi                  | Marc'Antonio Bonetti                    |
| 1564 | aprile   | Gio. Andrea Belluzzi               | Rinaldo di Giovanni Baldi               |
| 1564 | ottobre  | Antonio Brancuti                   | Benedetto di Bianco                     |
| 1565 | aprile   | Vincenzo Gombertini                | Giacomo di Evangelista Belluzzi         |
| 1565 | ottobre  | Bonetto di Marino Bonetti          | Marino Bonelli                          |
| 1566 | aprile   | Marc'Antonio Gozi                  | Giovanni Antonio di Antonio             |
| 1566 | ottobre  | Girolamo Giannini                  | Sebastiano di Cristofaro Giangi         |
| 1567 | aprile   | Francesco di Pier Paolo Martelli   | Marino di Cristofaro Giangi             |
| 1567 | ottobre  | Giuliano Corbelli                  | Giovanni Andrea Belluzzi                |
| 1568 | aprile   | Pier Paolo Bonelli                 | Pier Paolo Corbelli                     |
| 1568 | ottobre  | Antonio Brancuti                   | Liberio Gabrielli                       |
| 1569 | aprile   | Pier Matteo Belluzzi               | Vincenzo Giannini                       |
| 1569 | ottobre  | Ippolito Gombertini                | Sinibaldo Sinibaldi                     |
| 1570 | aprile   | Marc'Antonio Gozi                  | Marc'Antonio Bonetti                    |
| 1570 | ottobre  | Girolamo Giannini                  | Ascanio di Giacomo Belluzzi             |
| 1571 | aprile   | Giovanni Antonio Leonardelli       | Benedetto di Bianco                     |
| 1571 | ottobre  | Pier Paolo Corbelli                | Giovanni Paolo di Giuliano              |
| 1572 | aprile   | Innocenzo Brancuti                 | Francesco Giannini                      |
| 1572 | ottobre  | Pier Matteo Belluzzi               | Antonio di Angelo Bellini               |
| 1573 | aprile   | Antonio Brancuti                   | Gio. Lodovico di Matteo Belluzzi        |
| 1573 | ottobre  | Lodovico Belluzzi                  | Vincenzo Giannini                       |
| 1574 | aprile   | Marc'Antonio Gozi                  | Gio. Antonio di Antonio                 |
| 1574 | ottobre  | Giambattista Belluzzi              | Benedetto di Bianco                     |
| 1575 | aprile   | Giuliano Corbelli                  | Liberio Gabrielli                       |
| 1575 | ottobre  | Girolamo Giannini                  | Vincenzo di Marino di Andrea            |
| 1576 | aprile   | Pier Paolo Corbelli                | Sinibaldo Sinibaldi                     |
| 1576 | ottobre  | Innocenzo Brancuti                 | Francesco Onofri                        |
| 1577 | aprile   | Francesco di Paolo di Giuliano     | Gio. Lodovico di Matteo Belluzzi        |
| 1577 | ottobre  | Pier Matteo Belluzzi               | Vincenzo Giannini                       |
| 1578 | aprile   | Ippolito Gombertini                | Francesco Giannini                      |
| 1578 | ottobre  | Liberio Gabrielli                  | Ascanio Belluzzi                        |
| 1579 | aprile   | Girolamo Giannini                  | Benedetto di Bianco                     |
| 1579 | ottobre  | Lodovico Belluzzi                  | Giovanni Calcigni                       |
| 1580 | aprile   | Pier Paolo Corbelli                | Marino Bonelli                          |
| 1580 | ottobre  | Giambattista Belluzzi              | Sinibaldo Sinibaldi                     |
| 1581 | aprile   | Innocenzo Brancuti                 | Gio. Lodovico di Matteo Belluzzi        |
| 1581 | ottobre  | Giuliano Corbelli                  | Gio. Paolo Belluzzi                     |
| 1582 | aprile   | Ippolito Gombertini                | Pier Marino Cionini                     |
| 1582 | ottobre  | Gio. Antonio Leonardelli           | Francesco Giannini                      |
| 1583 | aprile   | Pier Matteo Belluzzi               | Marc'Antonio Gozi                       |
| 1583 | ottobre  | Pier Paolo Corbelli                | Francesco Martelli                      |
| 1584 | aprile   | Federico Sinibaldi                 | Vincenzo Giannini                       |
| 1584 | ottobre  | Innocenzo Brancuti                 | Gio. Lodovico Belluzzi                  |
| 1585 | aprile   | Bonetto Bonetti                    | Gio. Maria Giangi                       |
| 1585 | ottobre  | Giuliano Corbelli                  | Liberio Gabrielli                       |
| 1586 | aprile   | Ascanio Belluzzi                   | Francesco Giannini                      |
| 1586 | ottobre  | Paol'Antonio Onofri                | Giambattista Belluzzi                   |
| 1587 | aprile   | Lodovico Belluzzi                  | Pier Marino Cionini                     |
| 1587 | ottobre  | Gio. Antonio Leonardelli           | Pier Paolo Corbelli                     |
| 1588 | aprile   | Pier Matteo Belluzzi               | Vincenzo Giannini                       |
| 1588 | ottobre  | Marc'Aurelio Brancuti              | Giambattista Belluzzi                   |
| 1589 | aprile   | Giuliano Corbelli                  | Liberio Gabrielli                       |
| 1589 | ottobre  | Federico Sinibaldi                 | Marino Pellicieri                       |
| 1590 | aprile   | Francesco Giannini                 | Giambattista Fabbri                     |
| 1590 | ottobre  | Orazio Giannini                    | Giambattista Belluzzi                   |
| 1591 | aprile   | Lodovico Belluzzi                  | Ascanio Belluzzi                        |
| 1591 | ottobre  | Pier Matteo Belluzzi               | Ottaviano Gozi                          |
| 1592 | aprile   | Pier Marino Cionini                | Giuliano Gozi                           |
| 1592 | ottobre  | Paol'Antonio Onofri                | Camillo Bonelli (sostituito)            |
| 1592 | ottobre  | Paol'Antonio Onofri                | Giovanni Paolo Belluzzi                 |
| 1593 | aprile   | Giuliano Corbelli                  | Annibale Belluzzi                       |
| 1593 | ottobre  | Giambattista Belluzzi              | Francesco Giannini                      |
| 1594 | aprile   | Liberio Gabrielli                  | Innocenzo Bonelli                       |
| 1594 | ottobre  | Federico Brandani                  | Vincenzo Giannini                       |
| 1595 | aprile   | Fabrizio Belluzzi                  | Francesco Maria Corbelli                |
| 1595 | ottobre  | Pier Marino Cionini                | Lattanzio Valli                         |
| 1596 | aprile   | Orazio Belluzzi                    | Matteo Ceccoli                          |
| 1596 | ottobre  | Camillo Bonelli                    | Annibale Belluzzi                       |
| 1597 | aprile   | Paolo Antonio Onofri               | Gio. Francesco Belluzzi                 |
| 1597 | ottobre  | Camillo Bonelli                    | Annibale Belluzzi                       |
| 1598 | aprile   | Giuliano Gozi                      | Francesco Giannini                      |
| 1598 | ottobre  | Giambattista Belluzzi              | Innocenzo Bonelli                       |
| 1599 | aprile   | Pier Marino Cionini                | Giambattista Fabbri                     |
| 1599 | ottobre  | Orazio Belluzzi                    | Lattanzio Valli                         |
| 1600 | aprile   | Pier Francesco Bonetti             | Belluzzo Belluzzi                       |
| 1600 | ottobre  | Pier Matteo Belluzzi               | Fabrizio Belluzzi                       |
| 1601 | aprile   | Lorenzo Martelli                   | Liberio Gabrielli                       |
| 1601 | ottobre  | Girolamo Gozi                      | Francesco Giannini                      |
| 1602 | aprile   | Giuliano Gozi                      | Innocenzo Bonelli                       |
| 1602 | ottobre  | Giambattista Belluzzi              | Francesco Maria Corbelli                |
| 1603 | aprile   | Orazio Belluzzi                    | Scipione Gabrielli                      |
| 1603 | ottobre  | Francesco Bonelli                  | Lattanzio Valli                         |
| 1604 | aprile   | Pier Francesco Bonetti             | Giambattista Fabbri                     |
| 1604 | ottobre  | Pier Marino Cionini                | Annibale Gozi                           |
| 1605 | aprile   | Tiberio Gabrielli                  | Francesco Giannini                      |
| 1605 | ottobre  | Girolamo Gozi                      | Innocenzo Bonelli                       |
| 1606 | aprile   | Pier Matteo Belluzzi               | Fabrizio Belluzzi                       |
| 1606 | ottobre  | Annibale Belluzzi                  | Giuliano Fattori                        |
| 1607 | aprile   | Lorenzo Martelli                   | Leone Pellicieri                        |
| 1607 | ottobre  | Camillo Bonelli                    | Giambattista Belluzzi                   |
| 1608 | aprile   | Pier Francesco Bonelli             | Giuliano Belluzzi                       |
| 1608 | ottobre  | Pietro Tosini Corbelli             | Teodoro Leonardelli                     |
| 1609 | aprile   | Orazio Belluzzi                    | Orazio Giangi                           |
| 1609 | ottobre  | Girolamo Gozi                      | Lattanzio Valli                         |
| 1610 | aprile   | Fabrizio Belluzzi                  | Giambattista Fabbri                     |
| 1610 | ottobre  | Gio. Andrea Belluzzi               | Sebastiano Onofri                       |
| 1611 | aprile   | Pier Marino Cionini                | Annibale Gozi                           |
| 1611 | ottobre  | Francesco Bonelli                  | Belluzzo Belluzzi                       |
| 1612 | aprile   | Pier Francesco Bonetti             | Francesco Maria Corbelli                |
| 1612 | ottobre  | Pietro Tosini Corbelli             | Innocenzo Bonelli                       |
| 1613 | aprile   | Camillo Bonelli                    | Lattanzio Valli                         |
| 1613 | ottobre  | Annibale Belluzzi                  | Giambattista Fabbri                     |
| 1614 | aprile   | Gio. Andrea Belluzzi               | Fabrizio Belluzzi                       |
| 1614 | ottobre  | Giuliano Belluzzi                  | Teodoro Leonardelli                     |
| 1615 | aprile   | Girolamo Gozi                      | Francesco Giannini                      |
| 1615 | ottobre  | Orazio Belluzzi                    | Flaminio Cionini                        |
| 1616 | aprile   | Pier Francesco Bonetti             | Francesco Bonelli                       |
| 1616 | ottobre  | Camillo Bonelli                    | Belluzzo Belluzzi                       |
| 1617 | aprile   | Annibale Belluzzi                  | Giambattista Fabbri                     |
| 1617 | ottobre  | Gio. Andrea Belluzzi               | Lattanzio Valli                         |
| 1618 | aprile   | Fabrizio Belluzzi                  | Gabriele Gabrielli                      |
| 1618 | ottobre  | Girolamo Gozi                      | Gio. Pietro Martelli                    |
| 1619 | aprile   | Francesco Giannini                 | Annibale Gozi                           |
| 1619 | ottobre  | Orazio Belluzzi                    | Andrea Giannini                         |
| 1620 | aprile   | Giuliano Belluzzi                  | Teodoro Leonardelli                     |
| 1620 | ottobre  | Camillo Bonelli                    | Belluzzo Belluzzi                       |
| 1621 | aprile   | Bernardino Belluzzi                | Lattanzio Valli                         |
| 1621 | ottobre  | Gio. Andrea Belluzzi               | Fabrizio Belluzzi                       |
| 1622 | aprile   | Girolamo Gozi                      | Pier Marino Ricci                       |
| 1622 | ottobre  | Annibale Belluzzi                  | Marino Belluzzi                         |
| 1623 | aprile   | Giacomo Bonetti                    | Annibale Gozi                           |
| 1623 | ottobre  | Giuliano Belluzzi                  | Enea Bonelli                            |
| 1624 | aprile   | Pietro Tosini Corbelli             | Gian Giacomo Serafini                   |
| 1624 | ottobre  | Lattanzio Valli                    | Michel Angelo Busignani                 |
| 1625 | aprile   | Orazio Belluzzi                    | Pier Leone Corbelli                     |
| 1625 | ottobre  | Camillo Bonelli                    | Giambattista Fabbri                     |
| 1626 | aprile   | Francesco Giannini                 | Livio Pellicieri                        |
| 1626 | ottobre  | Belluzzo Belluzzi                  | Pier Marino Ricci                       |
| 1627 | aprile   | Annibale Loli                      | Pier Antonio Gabrielli                  |
| 1627 | ottobre  | Pietro Tosini Corbelli             | Andrea Giannini                         |
| 1628 | aprile   | Lattanzio Valli                    | Sforza Cionini                          |
| 1628 | ottobre  | Giuliano Belluzzi                  | Michel Angelo Busignani                 |
| 1629 | aprile   | Marc'Antonio Bonetti               | Gian Giacomo Serafini                   |
| 1629 | ottobre  | Orazio Belluzzi                    | Federico Gozi                           |
| 1630 | aprile   | Livio Pellicieri                   | Pier Marino Ricci                       |
| 1630 | ottobre  | Belluzzo Belluzzi                  | Rinaldo Ranieri                         |
| 1631 | aprile   | Melchiorre Maggio Belluzzi         | Pier Antonio Giangi                     |
| 1631 | ottobre  | Fulgenzio Maccioni                 | Vincenzo Zampini                        |
| 1632 | aprile   | Pietro Tosini                      | Evangelista Belluzzi                    |
| 1632 | ottobre  | Giuliano Belluzzi                  | Sforza Cionini                          |
| 1633 | aprile   | Marc'Antonio Bonetti               | Bartolomeo Ceccoli                      |
| 1633 | ottobre  | Torquato Giannini                  | Bartolomeo Fabbri                       |
| 1634 | aprile   | Lattanzio Valli                    | Federico Gozi                           |
| 1634 | ottobre  | Orazio Belluzzi                    | Vincenzo Lorenzoni                      |
| 1635 | aprile   | Livio Pellicieri                   | Paolo Antonio Onofri                    |
| 1635 | ottobre  | Giuliano Gozi                      | Stefano Ricci                           |
| 1636 | aprile   | Fulgenzio Maccioni                 | Giuliano Belluzzi                       |
| 1636 | ottobre  | Marc'Antonio Bonetti               | Bartolomeo Ceccoli                      |
| 1637 | aprile   | Pietro Tosini                      | Giambattista Loli                       |
| 1637 | ottobre  | Melchiorre Maggio Belluzzi         | Giovanni Serafini                       |
| 1638 | aprile   | Claudio Belluzzi                   | Pier Leone Corbelli                     |
| 1638 | ottobre  | Livio Pellicieri                   | Federico Tosini                         |
| 1639 | aprile   | Vincenzo Lorenzoni                 | Paolo Antonio Onofri                    |
| 1639 | ottobre  | Fulgenzio Maccioni                 | Annibale Loli                           |
| 1640 | aprile   | Marc'Antonio Bonetti               | Giuliano Belluzzi                       |
| 1640 | ottobre  | Giambattista Belluzzi              | Federico Gozi                           |
| 1641 | aprile   | Giambattista Ricci                 | Pier Antonio Giangi                     |
| 1641 | ottobre  | Sforza Cionini                     | Bartolomeo Ceccoli                      |
| 1642 | aprile   | Giacomo Belluzzi                   | Giovanni Serafini                       |
| 1642 | ottobre  | Claudio Belluzzi                   | Paolo Antonio Onofri                    |
| 1643 | aprile   | Fulgenzio Maccioni                 | Federico Tosini                         |
| 1643 | ottobre  | Melchiorre Maggio Belluzzi         | Evangelista Belluzzi                    |
| 1644 | aprile   | Livio Pellicieri                   | Gregorio Ceccoli                        |
| 1644 | ottobre  | Giuliano Belluzzi                  | Pier Leone Corbelli                     |
| 1645 | aprile   | Sforza Cionini                     | Vincenzo Francini                       |
| 1645 | ottobre  | Marc'Antonio Bonetti               | Ottavio Giannini                        |
| 1646 | aprile   | Carlo Loli                         | Vincenzo Lorenzoni                      |
| 1646 | ottobre  | Claudio Belluzzi                   | Paolo Antonio Onofri                    |
| 1647 | aprile   | Carlo Tosini                       | Pier Marino Cionini                     |
| 1647 | ottobre  | Bartolomeo Belluzzi                | Marino Gabrielli                        |
| 1648 | aprile   | Giacomo Belluzzi                   | Giovanni Serafini                       |
| 1648 | ottobre  | Giuliano Gozi                      | Pier Leone Corbelli                     |
| 1649 | aprile   | Marc'Antonio Bonetti               | Innocenzo Bonelli                       |
| 1649 | ottobre  | Fulgenzio Maccioni                 | Federico Tosini                         |
| 1650 | aprile   | Melchiorre Maggio Belluzzi         | Girolamo Moracci                        |
| 1650 | ottobre  | Carlo Tosini                       | Paolo Antonio Onofri                    |
| 1651 | aprile   | Alessandro Belluzzi                | Vincenzo Lorenzoni                      |
| 1651 | ottobre  | Carlo Loli                         | Gregorio Ceccoli                        |
| 1652 | aprile   | Ottavio Giannini                   | Bartolomeo Ceccoli                      |
| 1652 | ottobre  | Giacomo Belluzzi                   | Innocenzo Bonelli                       |
| 1653 | aprile   | Lodovico Belluzzi                  | Giovanni Serafini                       |
| 1653 | ottobre  | Marc'Antonio Bonetti               | Pompeo Zoli                             |
| 1654 | aprile   | Fulgenzio Maccioni                 | Cristofaro Gianotti                     |
| 1654 | ottobre  | Carlo Tosini                       | Paolo Antonio Onofri                    |
| 1655 | aprile   | Carlo Loli                         | Sforza Cionini                          |
| 1655 | ottobre  | Ottavio Giannini                   | Bartolomeo Ceccoli                      |
| 1656 | aprile   | Melchiorre Maggio Belluzzi         | Vincenzo Lorenzoni                      |
| 1656 | ottobre  | Alessandro Belluzzi                | Giovanni Serafini                       |
| 1657 | aprile   | Innocenzo Bonelli                  | Girolamo Moracci                        |
| 1657 | ottobre  | Giacomo Belluzzi                   | Pier Leone Corbelli                     |
| 1658 | aprile   | Fulgenzio Maccioni                 | Marino Bonetti                          |
| 1658 | ottobre  | Carlo Loli                         | Pompeo Zoli                             |
| 1659 | aprile   | Ottavio Giannini                   | Cristofaro Gianotti                     |
| 1659 | ottobre  | Paolo Antonio Onofri               | Antonio Ricci (deceduto)                |
| 1659 | ottobre  | Paolo Antonio Onofri               | Francesco Angeli                        |
| 1660 | aprile   | Vincenzo Lorenzoni                 | Giovanni Serafini                       |
| 1660 | ottobre  | Alessandro Belluzzi                | Giambattista Zampini                    |
| 1661 | aprile   | Giacomo Belluzzi                   | Sforza Cionini                          |
| 1661 | ottobre  | Carlo Tosini                       | Innocenzo Bonelli                       |
| 1662 | aprile   | Fulgenzio Maccioni                 | Girolamo Moracci                        |
| 1662 | ottobre  | Lodovico Belluzzi                  | Pompeo Zoli                             |
| 1663 | aprile   | Melchiorre Maggio Belluzzi         | Paolo Antonio Onofri                    |
| 1663 | ottobre  | Marc'Antonio Gozi                  | Cristoforo Gianotti                     |
| 1664 | aprile   | Carlo Loli                         | Vincenzo Lorenzoni                      |
| 1664 | ottobre  | Francesco Maccioni                 | Giovanni Serafini                       |
| 1665 | aprile   | Ottavio Giannini                   | Francesco Angeli                        |
| 1665 | ottobre  | Carlo Tosini                       | Sforza Cionini                          |
| 1666 | aprile   | Giacomo Belluzzi                   | Giambattista Tosini                     |
| 1666 | ottobre  | Alessandro Belluzzi                | Pompeo Zoli                             |
| 1667 | aprile   | Lodovico Belluzzi                  | Innocenzo Bonelli                       |
| 1667 | ottobre  | Paolo Antonio Onofri               | Domizio Beni                            |
| 1668 | aprile   | Carlo Loli                         | Giambattista Zampini                    |
| 1668 | ottobre  | Francesco Maccioni                 | Francesco Loli                          |
| 1669 | aprile   | Ottavio Giannini                   | Francesco Angeli                        |
| 1669 | ottobre  | Giacomo Belluzzi                   | Giambattista Tosini                     |
| 1670 | aprile   | Marc'Antonio Gozi                  | Marc'Antonio Ceccoli                    |
| 1670 | ottobre  | Lodovico Belluzzi                  | Innocenzo Bonelli                       |
| 1671 | aprile   | Paolo Antonio Onofri               | Pompeo Zoli                             |
| 1671 | ottobre  | Carlo Tosini                       | Giovanni Serafini                       |
| 1672 | aprile   | Carlo Loli                         | Giambattista Zampini                    |
| 1672 | ottobre  | Alessandro Belluzzi                | Sforza Cionini                          |
| 1673 | aprile   | Ottavio Giannini                   | Alfonso Tosini                          |
| 1673 | ottobre  | Giambattista Tosini                | Francesco Angeli                        |
| 1674 | aprile   | Francesco Maccioni                 | Francesco Loli                          |
| 1674 | ottobre  | Marc'Antonio Gozi                  | Innocenzo Bonelli                       |
| 1675 | aprile   | Paolo Antonio Onofri               | Giovanni Serafini                       |
| 1675 | ottobre  | Carlo Tosini                       | Lorenzo Giangi                          |
| 1676 | aprile   | Giuliano Cionini                   | Pompeo Zoli                             |
| 1676 | ottobre  | Lodovico Belluzzi                  | Giambattista Zampini                    |
| 1677 | aprile   | Giambattista Tosini                | Francesco Angeli                        |
| 1677 | ottobre  | Carlo Loli                         | Marc'Antonio Ceccoli                    |
| 1678 | aprile   | Marc'Antonio Gozi                  | Innocenzo Bonelli                       |
| 1678 | ottobre  | Ottavio Giannini                   | Alfonso Tosini                          |
| 1679 | aprile   | Francesco Maccioni                 | Francesco Loli                          |
| 1679 | ottobre  | Carlo Tosini                       | Lorenzo Giangi                          |
| 1680 | aprile   | Alessandro Belluzzi                | Giambattista Fattori                    |
| 1680 | ottobre  | Giambattista Tosini                | Melchiorre Martelli                     |
| 1681 | aprile   | Giacomo Belluzzi                   | Giovanni Serafini                       |
| 1681 | ottobre  | Paolo Antonio Onofri               | Francesco Angeli                        |
| 1682 | aprile   | Carlo Loli                         | Gaspare Calbini                         |
| 1682 | ottobre  | Marc'Antonio Gozi                  | Innocenzo Bonelli                       |
| 1683 | aprile   | Francesco Maccioni                 | Alfonso Tosini                          |
| 1683 | ottobre  | Carlo Tosini                       | Lorenzo Giangi                          |
| 1684 | aprile   | Giuliano Belluzzi                  | Giambattista Fattori                    |
| 1684 | ottobre  | Francesco Loli                     | Pietro Francini                         |
| 1685 | aprile   | Ottavio Leonardelli                | Melchiorre Martelli                     |
| 1685 | ottobre  | Paolo Antonio Onofri               | Ridolfo Zoli                            |
| 1686 | aprile   | Carlo Loli                         | Gaspare Calbini                         |
| 1686 | ottobre  | Gio. Antonio Belluzzi              | Alfonso Tosini                          |
| 1687 | aprile   | Alessandro Belluzzi                | Marc'Antonio Ceccoli                    |
| 1687 | ottobre  | Giuliano Belluzzi                  | Giambattista Fattori                    |
| 1688 | aprile   | Innocenzo Bonelli                  | Francesco Angeli                        |
| 1688 | ottobre  | Francesco Maccioni                 | Pietro Francini                         |
| 1689 | aprile   | Francesco Loli                     | Matteo Martelli                         |
| 1689 | ottobre  | Carlo Loli                         | Gaspare Calbini                         |
| 1690 | aprile   | Gio. Antonio Belluzzi              | Melchiorre Martelli                     |
| 1690 | ottobre  | Ottavio Leonardelli                | Lorenzo Giangi                          |
| 1691 | aprile   | Alfonso Tosini                     | Baldassarre Tini                        |
| 1691 | ottobre  | Lodovico Manenti Belluzzi          | Marino Beni                             |
| 1692 | aprile   | Francesco Maccioni                 | Gio. Antonio Fattori                    |
| 1692 | ottobre  | Innocenzo Bonelli                  | Pietro Francini                         |
| 1693 | aprile   | Francesco Loli                     | Matteo Martelli                         |
| 1693 | ottobre  | Giuliano Belluzzi                  | Melchiorre Martelli                     |
| 1694 | aprile   | Giuseppe Loli                      | Gaspare Calbini                         |
| 1694 | ottobre  | Bernardino Leonardelli             | Lorenzo Giangi                          |
| 1695 | aprile   | Onofrio Onofri                     | Francesco Angeli                        |
| 1695 | ottobre  | Lodovico Manenti Belluzzi          | Marc'Antonio Ceccoli                    |
| 1696 | aprile   | Francesco Maccioni                 | Gio. Antonio Fattori                    |
| 1696 | ottobre  | Gio. Antonio Belluzzi              | Ottavio Leonardelli                     |
| 1697 | aprile   | Giambattista Tosini                | Marino Beni                             |
| 1697 | ottobre  | Giuliano Belluzzi                  | Melchiorre Martelli                     |
| 1698 | aprile   | Innocenzo Bonelli                  | Lorenzo Giangi                          |
| 1698 | ottobre  | Onofrio Onofri                     | Giambattista Ceccoli                    |
| 1699 | aprile   | Bernardino Leonardelli             | Pietro Arancini                         |
| 1699 | ottobre  | Francesco Maccioni                 | Giovanni Antonio Fattori                |
| 1700 | aprile   | Francesco Loli                     | Baldassarre Tini                        |
| 1700 | ottobre  | Ottavio Leonardelli                | Marino Beni                             |